# Вафтруднір
Вафтруднір (давньосканд. Vafþrúðnir) — велетень, наймудріший та всезнаючий. Ставив питання Одінові (який був інкоґніто), ставкою в суперечці було життя. Програв Одінові, коли той поставив питання: «Що сказав Батько богів на смертному ложі своєму синові Бальдру?» Вафтруднір відповів: «Це можеш знати лише ти, великий Одіне! (Вафтруднір нарешті дізнався, З КИМ вступив у суперечку) Я в своїй писі програв суперечку наймудрішому з мудрих!».
Поза будь-яким сумнівом, після цієї суперечки він приніс свою криваву віру — був убитий безжальним Одіном.
Повністю суперечку відтворено в «Мові Вафтрудніра». Існує багато варіацій цієї пісні, найвідомішими є усна оповідь давніх скальдів та компіляція ісландського скальда-культуролога Сноррі Стурлусона.
Сюжет цієї пісні — змагання в мудрості, в якому переможений розплачується життям. Останнім часом переважає думка, що вона виникла в язичницьку еру (Х ст.). Сюжет пісні має багато фольклорних паралелей, а сама її форма, імовірно, відображає повчання учнів жерцем й походить від ритуального діалогу, в якому симетричність запитань та відповідей, а також їх нумерація — це мнемотехнічні засоби.
Вафтруднір — ім'я велетня. Буквально — «сильний в плутанині». Вважалося, що велетні загалом є сильними в давній мудрості, оскільки вони давніші від богів.